# Brave
A Brave Jennifer Lopez amerikai pop énekesnő hatodik stúdiólemeze. Ausztráliában 2007. október 6-án, Észak-Amerikában október 9-én, Európában pedig 15-én jelent meg az Epic Records kiadásában. Mai napig ez Jennifer Lopez legkevesebb példányban eladott albuma.[forrás?]
Jennifer 2007-ben tért vissza az ötödik angol nyelvű albumával. A produceri munkákat ezúttal Midi Mafia, J. R. Rotem, Lynn és Wade és Ryan Tedder látta el. Az első kislemez a Do It Well címet viseli. A szám bejutott a Top 10-be Brazíliában, Olaszországban, Bulgáriában és a Top 20-ba Angliában, Lengyelországban és Ausztráliában. Az USA-ban azonban csak a 31. helyet tudta megszerezni. Sikerült vezetnie a Billboard-os Hot Dance Club Play listát is. Ahogy a Hold It Don't Drop It-nak is.
A 2. klip a Hold It Don't Drop It című számhoz készült. Ez a dal azonban korlátozott megjelenést kapott, csak Európa egyes részein jelent meg, az USA-ban nem adták ki. A pozitív kritikák ellenére csak a 72. helyet érte el Angliában, 4. lett Olaszországban. A kevésbé sikeres szereplésekhez az is hozzátartozik, hogy törölték a maxi fizikai megjelenését Lopez terhessége miatt. A dalhoz készült videót terhessége alatt vették fel.
A 3. kislemeznek a Brave című címadó dalt tervezték, de a Brave album alacsony fogyása miatt ezt elvetették. Ennek ellenére kitűnő eredményeket ért el a dal klip nélkül is néhány listán. Bulgáriában a 19. lett, az orosz hivatalos listán a 7., Dél-Koreában 1. is tudott lenni (itt több mint 22 hétig volt a Top 5-ben).

## Az album dalai
|     | Cím                    | Szerző(k) | Producer(ek)                               | Hossz |
| --- | ---------------------- | --- | ------------------------------------------ | ----- |
| 1.  | Stay Together          | Jonathan Rotem, Chasity Nwagbara, Evan "Kidd" Bogart                                                                                        | J. R. Rotem                                | 3:30  |
| 2.  | Forever                | Balewa Muhammad, Candice Nelson, Ezekiel Lewis, Patrick M. Smith, Chauncey Hollis                                                           | Hit-Boy                                    | 3:39  |
| 3.  | Hold It Don't Drop It  | Dennis Lambert, Jennifer Lopez, Kevin Risto, Waynne Nugent, Allen Phillip Lees, Tawana Dabney, Janet Sewell, Cynthia Lissette, Brain Potter | Midi Mafia                                 | 3:55  |
| 4.  | Do It Well             | Frank Wilson, Leonard Caston, Anita Poree, Ryan Tedder                                                                                      | Ryan Tedder                                | 3:05  |
| 5.  | Gotta Be There         | Leon Ware, Arthur Ross, Adam Gibbs, Michael Chesser, Crystal Johnson, Travis Cherry                                                         | The Platinum Brothers                      | 3:57  |
| 6.  | Never Gonna Give Up    | Lopez, Michelle Lynn Bell, Peter Wade Keusch                                                                                                | Lynn & Wade LLP                            | 4:21  |
| 7.  | Mile in These Shoes    | Chasity Nwagbara, Onique Williams | Oak                                        | 3:16  |
| 8.  | The Way It Is          | Lopez, Bell, Keusch, Rhonda Robinson, Gennaro Leone, Bruce Rudd                                                                             | Lynn & Wade LLP                            | 3:07  |
| 9.  | Be Mine                | Robinson, Lopez, Bobby Hebb, John Hill, Bell, Keusch, Caleb Shreve                                                                          | Lynn & Wade LLP                            | 3:19  |
| 10. | I Need Love            | Robinson, Bill Withers, Lopez, Hill, Bell, Keusch, C. Shreve                                                                                | Lynn & Wade LLP, Johnny Rodeo, Chuck Brody | 3:52  |
| 11. | Wrong When You're Gone | The Clutch | The Clutch, Bigg D                         | 3:58  |
| 12. | Brave                  | Christian Karlsson, Pontus Winnberg, Muhammad, Smith, Keri Nelson                                                                           | Bloodshy & Avant                           | 4:21  |

U.S. Deluxe Edition, European, Australian, Brazilian and Japanese editions
1. "Do It Well" (Remix featuring Ludacris) – 3:34

Deluxe edition bonus DVD
1. "Get Right" (featuring Fabolous) (Video) – 3:52
2. "Hold You Down" (featuring Fat Joe) (Video) – 4:32
3. "Qué Hiciste" (Video) – 4:17
4. "Me Haces Falta" (Video) – 3:33

iTunes bonus tracks
- "Do It Well" (Moto Blanco Radio Mix) (iTunes bonus track in some countries) – 3:03
- "Do It Well" (Ashanti Boyz Remix) (iTunes bonus track in some countries) – 3:42
- "Frozen Moments" (Bell, Keusch) (Canadian iTunes bonus track) – 3:45

## Fordítás
- Ez a szócikk részben vagy egészben  a   Brave (Jennifer Lopez album) című angol Wikipédia-szócikk fordításán alapul.  Az eredeti cikk szerkesztőit annak laptörténete sorolja fel. Ez a jelzés csupán a megfogalmazás eredetét és a szerzői jogokat jelzi, nem szolgál a cikkben szereplő információk forrásmegjelöléseként.